# Верхние Каргалы
Верхние Каргалы (баш. Үрге Ҡарғалы) — село в Благоварском районе Башкортостана, центр Каргалинского сельсовета.

## Географическое положение
Расстояние до:
- районного центра (Языково): 29 км,
- ближайшей ж/д станции (Черемшан): 2 км.

## История
В «Списке населенных мест по сведениям 1870 года», изданном в 1877 году, населённый пункт упомянут как деревня Новая Каргала 3-го стана Белебеевского уезда Уфимской губернии. Располагалась при речке Каргале, по левую сторону Казанского почтового тракта из Уфы, в 70 верстах от уездного города Белебея и в 65 верстах от становой квартиры в селе Шаран (Архангельский Завод). В деревне, в 180 дворах жили 1297 человек (654 мужчины и 643 женщины, татары), были 3 мечети, училище, ветряная мельница. Жители занимались извозничеством.

## Население
| 2002 | 2009 | 2010 |
| ---- | ---- | ---- |
| 183  | ↗232 | ↗259 |

Согласно переписи 2002 года, преобладающая национальность — татары (68 %).

## Религия
В селе есть мечеть.

## Известные уроженцы
- Ахметова, Бэйна Халиулловна (род. 9.01.1920) — терапевт, доктор медицинских наук (1969), профессор (1970).
- Еникеев, Абубакир Абдулкаримович (1897—1983) — педагог, кандидат педагогических наук (1945). Отличник народного просвещения РСФСР (1945).
- Еникеев, Амирхан Нигметзянович (1909—2000) — татарский писатель-прозаик, публицист. Народный писатель Татарской АССР (1989).
- Еникеев, Гайса Хамидуллович (1864—1931) — учитель, просветитель, этнограф, депутат III и IV Государственной думы от Казанской и Оренбургской губерний (1907—1917).
- Еникеев, Рафаэль Гизетдинович (1942—1993) — педиатр, доктор медицинских наук (1990), профессор (1992). Заслуженный врач Башкирской АССР (1987).
- Еникеев, Хасан Каримович (1910—1984) — селекционер, доктор биологических наук (1958), профессор (1960). Заслуженный деятель науки РСФСР (1982).
- Кильмаматов, Рамиль Исмагилович (10 сентября 1949 – 12 апреля 2019) — фотохудожник. Народный художник Башкортостана (2014), Заслуженный работник культуры РФ (2007) и Башкирской АССР (1990).
- Нигматуллин, Искандер Нигматуллович (1908—1980) — инженер, доктор технических наук (1955), профессор (1955).
- Терегулов, Гениатулла Нигматуллович (31 мая 1891 — 4 апреля 1984) — терапевт, учёный-курортолог, доктор медицинских наук (1941), профессор (1941). Отличник здравоохранения СССР (1945), Заслуженный врач РСФСР (1957), Заслуженный деятель науки Башкирской АССР (1944).
- Терегулов, Рал Гиниатуллович  (1922—1998) — патофизиолог, доктор медицинских наук (1969), профессор (1970). Почётный академик АН РБ (1995), заслуженный деятель науки Башкирской АССР (1989).